# مصر في الألعاب الأولمبية الصيفية 1952
نافست مصر في دورة الألعاب الأولمبية الصيفية 1952 في هلسنكي بفنلندا، بوفد رياضي من 106 مشارك (كلهم رجال) في 14 رياضة مختلفة.